# Julio Elícegui
Julio Antonio Elícegui Cans (Castejón, 5 de diciembre de 1910 - La Coruña, 31 de agosto de 2001) fue un futbolista internacional español que jugó como delantero en el Real Unión, Athletic Club de Madrid -con el que ganó un título de Liga- y Deportivo de la Coruña, a finales del primer tercio del siglo XX.

## Biografía
Julio Antonio Elícegui nació en la localidad navarra de Castejón en 1910. Sus primeros pasos los dio en modestos equipos de fútbol del País Vasco y Navarra como el Ariñ Sport, el Club Deportivo Azkoyen o la Sociedad Deportiva Beasáin antes de fichar por el Real Unión de Irún e incorporarse profesionalmente al fútbol.
En el conjunto guipuzcoano militó tres temporadas, las dos primeras de ellas en la Primera División, competición que había iniciado su andadura tan solo dos años antes. Su debut en Primera tuvo lugar el 1 de febrero de 1931 en el encuentro que su equipo disputó en casa ante el Athletic Club y que finalizó con la derrota de los locales por 2-3, anotando Elícegui el segundo de los goles irundarras.
Tras una gran temporada en Segunda, fue convocado por la Selección española para disputar cuatro partidos amistosos y fichó por el Athletic Club de Madrid, que también se encontraba en aquellos momentos en Segunda División. En su primera temporada logra dieciséis goles, siendo el máximo anotador del conjunto rojiblanco, que asciende a Primera División con el que las dos temporadas siguientes anota otros treinta y un goles, ya en Primera.
Tras la guerra civil española, años en los que la competición futbolística estuvo interrumpida, disputó una temporada más en el Atlético de Madrid, que por aquel entonces había cambiado su nombre por el de Athletic Aviación. En ésta se proclama campeón de Liga, obteniendo además bajo la dirección de quien había sido su compañero como jugador internacional Ricardo Zamora, el título de campeón regional.
Finalizada la campaña, Elícegui, a punto de cumplir treinta años, ficha por Deportivo de La Coruña, volviendo a jugar un año en Segunda División, aunque ascendiendo al término de aquella temporada para jugar dos años más en Primera con el equipo gallego, con el que anotaría el primer deportivista en la máxima competición española. Fue el 28 de septiembre de 1941 en el Estadio de Riazor ante el Club Deportivo Castellón.
En total, y a lo largo de las siete temporadas que jugó en Primera, marcó 62 goles en 97 partidos.
Una fuerte lesión en el tobillo marcaría el final de su etapa como jugador deportivista y prácticamente su adiós al fútbol, pues aunque fichó poco después por el Gimnàstic de Tarragona, apenas estuvo unos meses en el conjunto tarraconense hasta retirarse definitivamente.
Tras abandonar su etapa como profesional, se asentó en La Coruña, trabajando para el Ministerio del Aire. En aquella ciudad falleció el 31 de agosto de 2001, a los 90 años de edad.

### Selección nacional
En 1933, tras una gran campaña en las filas del Real Unión (que esa temporada había jugado en Segunda División), Elícegui fue convocado por el seleccionador nacional, José María Mateos para disputar una serie de amistosos con la Selección española. Así, y antes de fichar por el Athletic de Madrid jugó sus únicos partidos internacionales: cuatro encuentros en los que anotó cinco goles.
Debutó en Vigo el 2 de abril de 1933 ante Portugal, marcando dos goles. En su última participación, el 13 de mayo sería partícipe de la mayor goleada en la historia de la Selección española: el 13-0 por el que se impuso a Bulgaria y en el que Elícegui fue el autor de tres de los goles.
Pese a la competencia con otros grandes delanteros del momento, como Lángara o Campanal, sería una lesión la que privaría a Elícegui de disputar con España el Mundial de Italia 1934.
La relación completa de partidos que disputó con la selección española es la siguiente:
| Fecha      | Competición | Estadio                  | Ciudad                | Encuentro  | Encuentro | Encuentro |
| ---------- | ----------- | ------------------------ | --------------------- | ---------- | --------- | --------- |
| 02/04/1933 | Amistoso    | Balaídos                 | Vigo                  | España     | 3:0       | Portugal  |
| 23/04/1933 | Amistoso    | Olympique Yves-du-Manoir | Colombes (Francia)    | Francia    | 1:0       | España    |
| 30/04/1933 | Amistoso    | Jugoslavija              | Belgrado (Yugoslavia) | Yugoslavia | 1:1       | España    |
| 21/05/1933 | Amistoso    | Chamartín                | Madrid                | España     | 13:0      | Bulgaria  |

## Clubes
Aficionados:
- Ariñ Sport
- Club Deportivo Azkoyen (Peralta, Navarra)
- Sociedad Deportiva Beasáin (Beasáin, Guipúzcoa)

Profesionales:
- Real Unión Club (Irún, Guipúzcoa) - 1930-1933
- Athletic Club de Madrid (Madrid) - 1933-1940
- Real Club Deportivo de La Coruña (La Coruña) - 1940-1943
- Club Gimnàstic de Tarragona (Tarragona) - 1943

## Títulos

### Campeonatos nacionales
- 1 Liga: 1939/40 (Athletic Aviación).

### Campeonatos regionales
- 1 Campeonato Mancomunado Guipúzcoa-Navarra: 1930/31 (Real Unión).
- 1 Campeonato Mancomunado Centro: 1939/40 (Athletic Aviación).